# Arrivederci Saigon
Arrivederci Saigon è un film documentario italiano del 2018 diretto da Wilma Labate, presentato alla 75ª Mostra internazionale d'arte cinematografica di Venezia nella sezione Sconfini,

## Trama
1968. Le Stars, gruppo musicale di ragazze toscane, si ritrova catapultato nel Vietnam a suonare per le truppe americane.